# Skačany
Skačany jsou obec na Slovensku v okrese Partizánske. Žije v ní přibližně 1 300 obyvatel. Rozloha katastrálního území činí 15,38 km².

## Historie
První písemná zmínka o vesnici je z roku 1078.

## Pamětihodnosti
- Ve vesnici stojí římskokatolický kostel Všech svatých z roku 1812, který nahradil původní románský z druhé poloviny 13. století.
- Do správního území obce zasahuje část přírodní památky Nitrica.